# Shepseskara
Shepseskara - Necheruser, faraón de la dinastía V de Egipto, de c. 2463 a 2456 a. C.. 
Faraón de linaje desconocido, no se le conoce parentesco con ninguno de los precedentes faraones de la dinastía.
El Canon Real de Turín le asigna siete años de reinado y Manetón dijo que Sisires reinó siete años, según Sexto Julio Africano, en versión de Jorge Sincelo. Figura como Shepseskara en la Lista Real de Saqqara. Sin embargo, el hecho de que sólo se realizara la excavación previa puede indicar que sólo reinó siete meses, siendo una confusión los siete años.

## Testimonios de su época
Las únicas evidencias de su reinado son unas impresiones de sello halladas en Abusir y un sello con su nombre, Shejemjau, en el templo de Neferefra-Isi.

### Construcciones
Algunos estudiosos le atribuyen la denominada Pirámide Inacabada, emplazada en Abusir, que únicamente se comenzó a construir y sólo perdura un gran foso, realizado para instalar la cámara funeraria.

## Titulatura
| Titulatura | Jeroglífico | Transliteración (transcripción) - traducción - (referencias) |

| G5 |

| G5 |

| S42 | N28 | G43 |

| S42 | N28 | G43 |

| S42 | N28 | G43 |

| S42 | N28 | G43 |

| G5 |

| G5 |

| S42 | N28 | G43 |

| S42 | N28 | G43 |

| S42 | N28 | G43 |

| S42 | N28 | G43 |

| N5 | A50 | S29 | S29 | D28 |

| N5 | A50 | S29 | S29 | D28 |

| N5 | A50 | S29 | S29 | D28 |

| N5 | A50 | S29 | S29 | D28 |

| N5 | A50 | S29 | S29 | D28 |

| N5 | A50 | S29 | S29 | D28 |

| N5 | A50 | S29 | S29 | D28 |

| N5 | A50 | S29 | S29 | D28 |

| N5 | A50 | S29 | S29 | D28 |

| N5 | A50 | S29 | S29 | D28 |

| N5 | A50 | S29 | S29 | D28 |

| N5 | A50 | S29 | S29 | D28 |

| N5 | A50 | S29 | S29 | D28 |

| N5 | A50 | S29 | S29 | D28 |

| N5 | A50 | S29 | S29 | D28 |

| N5 | A50 | S29 | S29 | D28 |

| nTr | w | wsr · s · r |

| nTr | w | wsr · s · r |

| nTr | w | wsr · s · r |

| nTr | w | wsr · s · r |

| nTr | w | wsr · s · r |

| nTr | w | wsr · s · r |

| nTr | w | wsr · s · r |

| nTr | w | wsr · s · r |

| nTr | w | wsr · s · r |

| nTr | w | wsr · s · r |

| nTr | w | wsr · s · r |

| nTr | w | wsr · s · r |

| nTr | w | wsr · s · r |

| nTr | w | wsr · s · r |

| nTr | w | wsr · s · r |

| nTr | w | wsr · s · r |